# شش محکوم من
شش محکوم من (به انگلیسی: My Six Convicts) یک فیلم کمدی-درام آمریکایی محصول سال ۱۹۵۲ میلادی است که اقتباسی از کتاب زندگی‌نامه نویسنده دونالد پاول ویلسون (با عنوان شش محکوم من در فورت لون‌وورت) است. این فیلم به کارگردانی هوگو فرگونس می‌باشد.

## بازیگران
- میلارد میچل
- گیلبرت رولان
- جان بیل
- مارشال تامپسون
- آلف چلین
- هری مورگان
- جی آدلر
- رجیس تومی
- کارلتون یانگ
- جان مارلی
- راس کانوی
- بایرون فولگر
- چارلز برانسون در نقش یک محکوم